# Sempervivum arachnoideum
Sempervivum arachnoideum là một loài thực vật có hoa trong họ Crassulaceae. Loài này được L. miêu tả khoa học đầu tiên năm 1753.